# Nikki Haley
Nimrata Randhawa, detta Nikki e coniugata Haley (Bamberg, 20 gennaio 1972), è una politica statunitense, membro del Partito Repubblicano e rappresentante permanente alle Nazioni Unite dal 27 gennaio 2017 al dicembre 2018; è stata governatrice della Carolina del Sud dal 2011 al 2017 e membro della Camera dei rappresentanti della Carolina del Sud dal 2005 al 2011.
Haley è stata la prima donna a ricoprire la carica di governatrice nella Carolina del Sud, e la seconda persona di etnia indo-americana, dopo il repubblicano Bobby Jindal, a raggiungere il governatorato di uno stato federato degli Stati Uniti. Durante la campagna presidenziale del 2012, il candidato repubblicano Mitt Romney ha preso in considerazione Haley come potenziale vice-presidente in ticket elettorale la sua candidatura, anche se lei stessa dichiarò che avrebbe rifiutato qualsiasi proposta per tener fede alla sua carica di governatrice. Ha pronunciato la risposta repubblicana al discorso sullo stato dell'Unione del presidente Barack Obama il 12 gennaio 2016. Nel 2016 è stata indicata tra le 100 persone più influenti dalla rivista Time.
In qualità di rappresentante presso le Nazioni Unite, ha affermato la volontà degli Stati Uniti di usare la forza militare in risposta a ulteriori test missilistici nordcoreani nel 2017. Il suddetto mandato le è stato riconosciuto per l'alto grado di visibilità posseduto, insolito per un rappresentante presso le Nazioni Unite. Il 9 ottobre 2018 ha rassegnato le dimissioni dalla carica, a decorrere dal 1º gennaio 2019.
Nel febbraio 2023 Haley ha annunciato la propria candidatura alle primarie del Partito Repubblicano del 2024 per la presidenza degli Stati Uniti nelle elezioni presidenziali statunitensi del 2024.

## Biografia

### Infanzia
Nikki Haley, all'anagrafe Nimrata Randhawa, nasce a Bamberg, Carolina del Sud, in una famiglia di indo-americani sikh. È sempre stata chiamata "Nikki" dalla sua famiglia. Suo padre, Ajit Singh Randhawa, e sua madre, Raj Kaur Randhawa, sono emigrati dal distretto di Amritsar, nello Stato di Punjab in India. Suo padre era un ex professore della Punjab Agricultural University e sua madre si era laureata in giurisprudenza presso l'Università di Delhi.
I suoi genitori si sono trasferiti in Canada dopo che suo padre ha ricevuto una borsa di studio da parte della Università della Columbia Britannica. Quando suo padre si laureò, nel 1969, la sua famiglia si trasferì in South Carolina, dove accettò un posto di professore presso l'università storicamente afroamericana Voorhees College. Sua madre, Raj Randhawa, ha conseguito un master in educazione ed ha insegnato per sette anni nelle scuole pubbliche di Bamberg prima di fondare una società di abbigliamento, Exotica International, nel 1976. Haley ha due fratelli, Mandeep (noto anche come "Mitti"), un membro in pensione dell'United States Army Chemical Corps che ha prestato servizio nella guerra del Golfo, e Charan, un web designer e una sorella, Simran, una conduttrice radiofonica, laureata al Fashion Institute of Technology, nata in Canada.
Quando Haley aveva cinque anni, i suoi genitori hanno tentato di iscriverla al concorso "Miss Bamberg". Il concorso ha tradizionalmente incoronato una regina nera ed una regina bianca. Dal momento che i giudici hanno deciso che Haley non rientrava in nessuna delle due categorie, l'hanno squalificata. All'età di 12 anni, Haley iniziò a collaborare alla contabilità nel negozio di abbigliamento femminile di sua madre. Nel 1989, Haley si è diplomata alle Orangeburg Preparatory Schools. Si è laureata presso la Clemson University con una laurea in contabilità.
Successivamente iniziò ad essere attiva in politica con il Partito Repubblicano. Nel 1996 sposò Michael Haley, un impiegato del Dipartimento dell'Esercito e ne assunse il cognome.

## Carriera
Dopo la laurea alla Clemson University, Haley ha lavorato per la FCR Corporation, un'azienda di gestione e riciclaggio dei rifiuti, prima di unirsi all'azienda di abbigliamento della sua famiglia. In seguito è diventata responsabile amministrativo e finanziario di Exotica International.
Haley fu nominata nel consiglio di amministrazione della camera di commercio della contea di Orangeburg nel 1998 e nel consiglio di amministrazione della camera di commercio di Lexington nel 2003. Nello stesso anno è diventata tesoriere della National Association of Women Business Owners, e presidente nel 2004. Ha presieduto il Lexington Gala per raccogliere fondi per l'ospedale locale. Ha anche prestato servizio presso la Lexington Medical Foundation, la Lexington County Sheriff's Foundation e la West Metro Republican Women. È stata presidente della campagna 2006 della Friends of Scouting Leadership Division.

## Carriera politica

### Camera dei rappresentanti della Carolina del Sud
Nel 2004 Haley si è candidata per la Camera dei rappresentanti della Carolina del Sud per rappresentare l'87º distretto nella contea di Lexington. Ha sfidato il membro in carica Larry Koon nelle primarie repubblicane, il più longevo legislatore. Il suo programma comprendeva sgravi fiscali per i beni immobiliari e la riforma dell'istruzione. Alle primarie del suo partito è arrivata al ballottaggio contro Koon, sconfiggendolo con il 55% dei voti. È stata la prima indoamericana a ricoprire incarichi politici nella Carolina del Sud. Nel 2006 non si sono presentate candidature avversarie per la rielezione a un secondo mandato. Nel 2008 ha vinto la rielezione a un terzo mandato, sconfiggendo il democratico Edgar Gomez con l'83% dei voti. Nel 2005 è stata eletta presidente del Freshman Caucus (lett. "Caucus delle matricole" o "dei neoeletti") e whip della maggioranza nell'Assemblea generale della Carolina del Sud. All'epoca era l'unica neoeletta ad essere stata nominata whip.

#### Politica fiscale
Uno degli obiettivi dichiarati di Haley era quello della riduzione delle imposte e delle tasse. Quando Mark Sanford era governatore della Carolina del Sud, Haley ha votato contro una proposta di addizionale per le sigarette, il cui gettito della tassa sarebbe stato destinato a programmi di prevenzione del fumo e alla ricerca sul cancro collegato al fumo. Ha votato per un disegno di legge che prevedeva l'aumento delle imposte sulle vendite da cinque centesimi a sei centesimi. Il progetto di legge esentava dall'imposta sulle vendite gli alimenti non processati come le conserve. La stessa legge esentava anche l'imposta sugli immobili riguardo la "proprietà abitativa occupata dal proprietario", ad eccezione delle imposte dovute da ciò che è ancora dovuto sulla proprietà.

#### Istruzione
Haley ha attuato un programma in base al quale gli stipendi degli insegnanti sarebbero stati basati non solo sull'anzianità e sulle qualifiche, ma anche sulle prestazioni lavorative, determinate dalle valutazioni e dai rapporti di presidi, studenti e genitori. Ha sostenuto la libera scelta della scuola e le charter school.

#### Pensioni legislative
Haley ha sostenuto il divieto per i legislatori di riscuotere le pensioni legislative durante il loro mandato, credendo che tali pensioni debbano essere calcolate solo sulla base dello stipendio legislativo di 10.400 dollari invece dello stipendio più l'indennità di spesa annuale di 12.000 dollari dei legislatori.

#### Immigrazione
Haley ha affermato che, in quanto figlia di immigrati, ritiene che le leggi sull'immigrazione debbano essere rispettate. Ha votato a favore di una legge che richiede ai datori di lavoro di essere in grado di dimostrare che i nuovi assunti dipendenti siano residenti in modo legale negli Stati Uniti, e richiede anche a tutti gli immigrati di portare con sé, in ogni momento, la documentazione con cui dimostrare il regolare soggiorno negli Stati Uniti. Nel giugno 2011 ha firmato una legge in stile Arizona SB 1070 per contrastare l'immigrazione illegale. La legge è stata oggetto di una causa promossa dal Dipartimento di Giustizia degli Stati Uniti per numerosi motivi, tra cui la violazione della clausola di supremazia della legislazione federale. Rob Godfrey, un portavoce di Haley, ha detto: "Se i federali facessero il loro lavoro, non avremmo dovuto occuparci della riforma sull'immigrazione illegale a livello statale. Ma, finché non lo faranno, continueremo a lottare in Carolina del Sud per essere in grado di far rispettare le nostre leggi".

#### Aborto
Haley si definisce pro-life e ha sostenuto le leggi volte a limitare la pratica dell'aborto. Ha dichiarato: "Non sono pro-life perché me lo dice il Partito Repubblicano, sono pro-life perché tutti noi abbiamo avuto esperienze di cosa significhi avere uno di questi bambini speciali nella nostra vita".
Haley ha sempre appoggiato progetti di legge che danno diritti ai feti e che limitano quello all'aborto, tranne quando la vita della madre è a rischio. Nel 2006, come membro della Camera dei rappresentanti della Carolina del Sud, ha votato a favore di una legge che istituiva sanzioni per danni arrecati ai feti, affermando che un atto di violenza contro un feto è analogo a un atto criminale contro la madre. Ha anche votato per due distinte leggi che richiedevano che una donna dovesse guardare un'ecografia e poi aspettare 24 ore prima di poter effettuare un aborto. Nel 2016, ha nuovamente firmato una nuova legge statale che vieta l'aborto dopo 20 settimane di gravidanza.
Haley ha votato a favore di alcuni progetti di legge relativi all'aborto che sono stati presentati o respinti, tra cui un emendamento per l'inclusione del feto/bambino non ancora nato nella definizione della cause civili, un emendamento che proibisce la cessazione del rapporto di lavoro durante il periodo di attesa per l'aborto e un emendamento che esonera i casi di stupro dal periodo di attesa per l'aborto. In questo modo si sarebbe consentito a casi specifici di donne di non dover attendere le 24 ore obbligatorie prima di abortire.

#### Comitati legislativi
- Labor Commerce and Industry (lett. "Lavoro, commercio e industria")[45]
- Medical, Military, Public and Municipal Affairs ("Affari medici, militari, pubblici e municipali")[46]

#### Comitati non legislativi
- Freshman Caucus ("Caucus dei neoeletti"), 2005-2006 (Presidente)
- Lexington County Meth Taskforce ("Taskforce sulla metanfetamina della contea di Lexington")
- Sportsman's Caucus ("Caucus degli atleti")
- Women's Caucus ("Caucus delle donne"), 2007 (Vicepresidente)[47]

### Governatrice della Carolina del Sud

#### Elezione del 2010

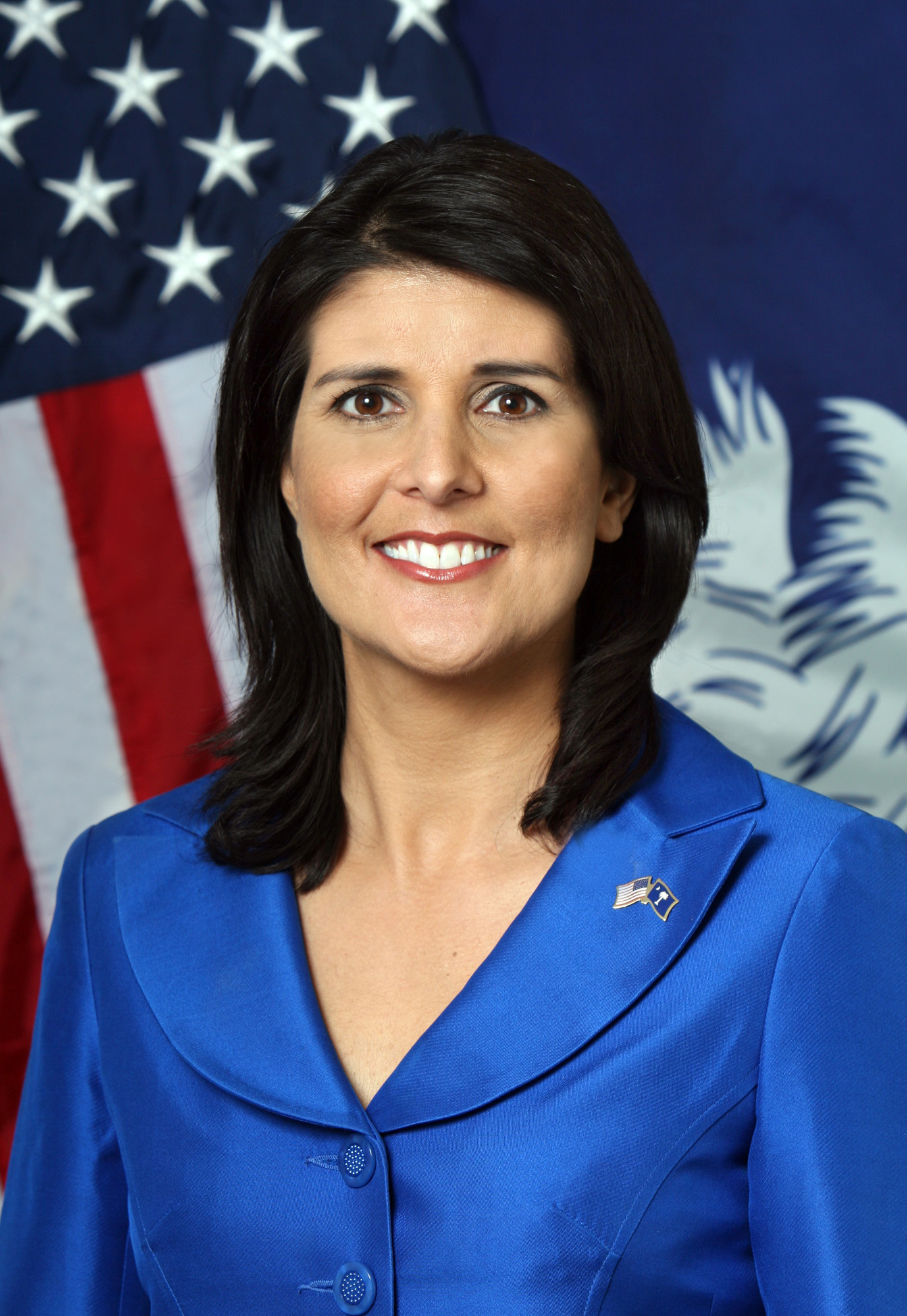
Haley nel 2010

Il 14 maggio 2009, Haley ha annunciato che avrebbe corso per la nomina repubblicana a Governatrice della Carolina del Sud alle elezioni del 2010. Era stata persuasa a candidarsi dal governatore uscente Mark Sanford. L'11 novembre 2009, è stata appoggiata dall'ex governatore del Massachusetts e candidato alla presidenza Mitt Romney. Nei sondaggi era all'ultimo posto nelle primarie repubblicane prima dell'endorsement a sorpresa dell'ex governatrice dell'Alaska Sarah Palin, tre settimane prima delle primarie.
Le elezioni primarie si sono svolte l'8 giugno 2010, e Haley ha conquistato il 49% dei voti, con il conseguente ballottaggio del 22 giugno, vinto con grande vantaggio. Eletta governatrice il 2 novembre 2010, sconfiggendo il candidato democratico, Vincent Sheheen con il 51% contro il 47%, è la terza persona non bianca a vincere le elezioni governative di uno degli Stati Uniti meridionali, dopo Lawrence Douglas Wilder in Virginia e Bobby Jindal in Louisiana.
Quattro vice-governatori hanno ricoperto la carica sotto il governo di Haley, più di qualsiasi altro governatore nella storia della Carolina del Sud. Dopo le dimissioni di Glenn F. McConnell l'incarico di vice è stato ricoperto da Yancey McGill, un democratico. Haley era inizialmente contraria ad avere un democratico come secondo in comando, ma alla fine ha deciso diversamente.
Nel luglio 2013 è stata multata di 3.500 dollari dalla Commissione Etica dello Stato e ha ricevuto un "avvertimento pubblico" per non aver comunicato gli indirizzi di otto donatori durante la sua campagna per il governatorato del 2010.

#### Rielezione del 2014

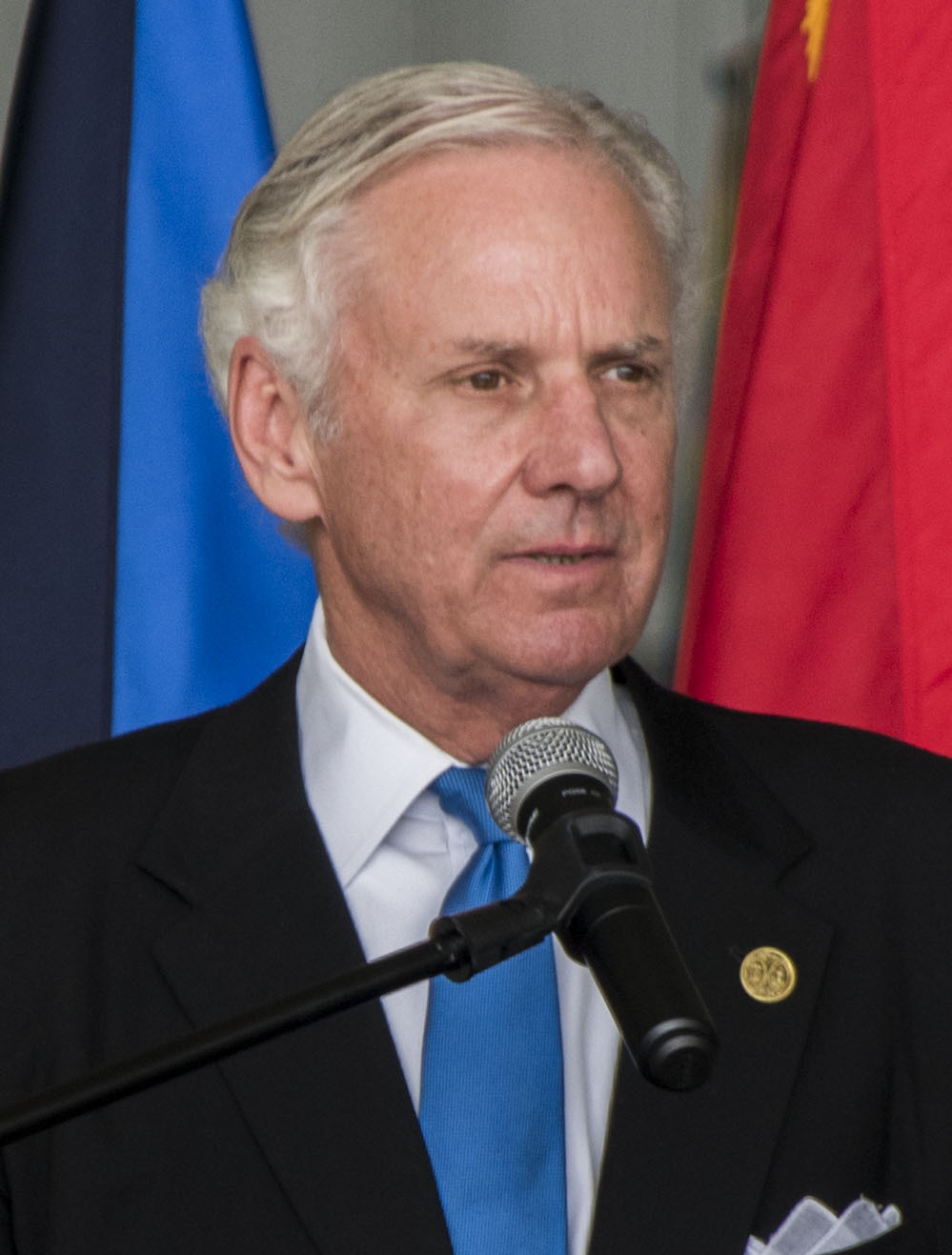
Il vice-governatore Henry McMaster è subentrato alla carica di governatore dopo le dimissioni di Haley

Il 12 agosto 2013 ha annunciato che avrebbe cercato un secondo mandato come governatrice. Ha affrontato lo sfidante Tom Ervin alle primarie, che tuttavia si è poi ritirato per presentarsi come candidato indipendente.
Come nel 2010, Vincent Sheheen del Partito Democratico è stato di nuovo il suo sfidante. Gli altri contendenti erano il già citato Tom Ervin (indipendente), Steve French (Partito Libertario) e il Morgan Bruce Reeves (United Citizens Party). Il primo dibattito pubblico si è tenuto a Charleston il 14 ottobre tra French, Ervin, Haley, Reeves e Sheheen. Il secondo a Greenville, il 21 ottobre, ha coinvolto tutti e cinque i candidati. Una settimana dopo il secondo dibattito, Ervin si è ritirato appoggiando Sheheen. Il 26 ottobre c'è stato l'ultimo dibattito tra Vincent Sheheen e Nikki Haley.
Haley è stata rieletta il 4 novembre 2014, con il 55,9% contro il 41,3%, quasi triplicando il suo precedente margine di vittoria su Sheheen nelle elezioni del 2010. Il suo secondo mandato come governatrice della Carolina del Sud sarebbe dovuto terminare il 9 gennaio 2019, ma ha rassegnato le dimissioni il 24 gennaio 2017 per ricoprire il ruolo di rappresentante permanente per gli Stati Uniti d'America alle Nazioni Unite.

#### Politica
Ha sostenuto le leggi sull'identificazione con carta d'identità degli elettori alle urne. Ha esortato i pubblici ministeri a chiedere la pena di morte nei confronti di Dylann Roof. Come governatrice, nel 2016, ha ricevuto un'ampia copertura della stampa per aver detto la frase "che Dio ti benedica" in risposta a un attacco da parte dell'allora candidato alla presidenza Donald Trump, che l'aveva attaccata su Twitter dopo che lei gli aveva richiesto di pubblicare i suoi documenti fiscali.

##### Politica economica
Dopo essere diventata Governatrice, Haley ha nominato Bobby Hitt come Segretario di Stato per il Commercio. Sotto la loro guida, lo Stato ha annunciato l'assunzione di oltre 85.000 nuovi lavoratori e 21,5 miliardi di dollari in investimenti finanziari. Ha invitato gli imprenditori a trasferirsi in Carolina del Sud dicendo: "[...] se venite in Carolina del Sud, il costo per fare impresa qui sarà basso. Ci assicureremo che abbiate una forza lavoro leale e disponibile e saremo uno degli Stati a più bassa partecipazione sindacale del paese".

##### Bandiera confederale
Prima del giugno 2015 ha appoggiato l'esposizione della bandiera degli Stati Confederati d'America sul terreno del Campidoglio della Carolina del Sud. Subito dopo il massacro di Charleston non ha preso posizione sulla rimozione della bandiera, dicendo: "Penso che lo stato comincerà a parlarne di nuovo, e vedremo a che punto andrà". Il 22 giugno ha chiesto la rimozione della suddetta bandiera dal terreno del Campidoglio, dichiarando: "Questi sono i fondamenti che fanno della capitale statale un luogo di cui tutti dovrebbero sentirsi parte. Quello che ho capito oggi più che mai è che le persone si sentivano male e soffrivano. Nessuno dovrebbe soffrire". Sebbene abbia dichiarato che "c'è un posto per quella bandiera", ha anche aggiunto che "non è in un posto che rappresenta tutti i popoli della Carolina del Sud". Nel luglio 2015 Haley ha firmato un disegno di legge per autorizzare la rimozione della bandiera confederata dal pennone del Campidoglio della Carolina del Sud.

##### Temi LGBT
Nell'aprile 2016 ha dichiarato che non avrebbe sostenuto la legislazione introdotta dal Senato della Carolina del Sud sull'imposizione per persone transgender di utilizzare bagni basati sul sesso biologico invece che sull'identità di genere, dichiarando: "Queste non sono istanze su cui non avete riferito qualcosa. Io non ho sentito niente che sia arrivato nel mio ufficio. Quindi, quando guardo alla Carolina del Sud, guardiamo alle nostre situazioni, non sentiamo parlare delle libertà religiose di nessuno che vengono violate e, ancora una volta, non sentiamo cittadini che si sentono violati nelle loro libertà". Ha definito superflua tale legislazione sui servizi igienici.

##### Israele
È stata definita dal senatore della Carolina del Sud Lindsey Graham come una "forte sostenitrice dello Stato di Israele". In qualità di governatrice della Carolina del Sud, ha firmato una legge per fermare la campagna globale di boicottaggio, disinvestimento e sanzioni contro Israele. Questa legge è stata la prima del suo tipo a livello statale. Ha inoltre affermato che "in nessun caso il fallimento dell'ONU è stato più persistente e oltraggioso che nella sua parzialità contro il nostro vicino alleato Israele".

### Potenziale candidatura a presidente o vicepresidente
Nel 2012 l'ex governatore Mitt Romney l'ha considerata come sua vice presidente. Nell'aprile 2012 Haley disse che avrebbe rifiutato qualsiasi proposta: "Direi grazie, ma no, ho fatto una promessa al popolo di questo stato. E credo che questa promessa sia importante. E io intendo mantenerla".
Haley è stata nominata nel gennaio 2016 come potenziale candidata per la vice presidenza alle elezioni presidenziali del 2016 negli Stati Uniti. The Economist l'ha descritta come una politica con alti gradi di apprezzamento che possiede una combinazione di "ferocia fiscale e capacità di conciliazione", e ha dichiarato che come candidata e come rappresentante di una minoranza etnica avrebbe avuto appeal. Il 4 maggio 2016, dopo che Trump è diventato il candidato presunto presidenziale, Haley ha negato l'interesse per la nomina vice presidenziale.
Haley era critica nei confronti di Trump durante le elezioni, ed era una sostenitrice del senatore e candidato Marco Rubio; quando quest'ultimo ha rinunciato alle elezioni, ha poi sostenuto il candidato Ted Cruz. Quando Trump è diventato il candidato repubblicano, ha detto che avrebbe votato per lui, ma non ne era una "fan".
Da quando Haley è diventata rappresentante degli Stati Uniti alle Nazioni Unite, molti esperti hanno affermato che in futuro sarebbe stata una possibile candidata alla presidenza repubblicana e potrebbe vincere la Casa Bianca. Trump, a detta del suo staff, nel mese di ottobre 2017 la stava preparando per un ruolo politico nazionale, avendo numerosi incontri privati con lei sul Air Force One dopo che aveva fatto amicizia con la figlia, Ivanka Trump.

### Rappresentante permanente degli Stati Uniti d'America alle Nazioni Unite

#### Nomina e conferma

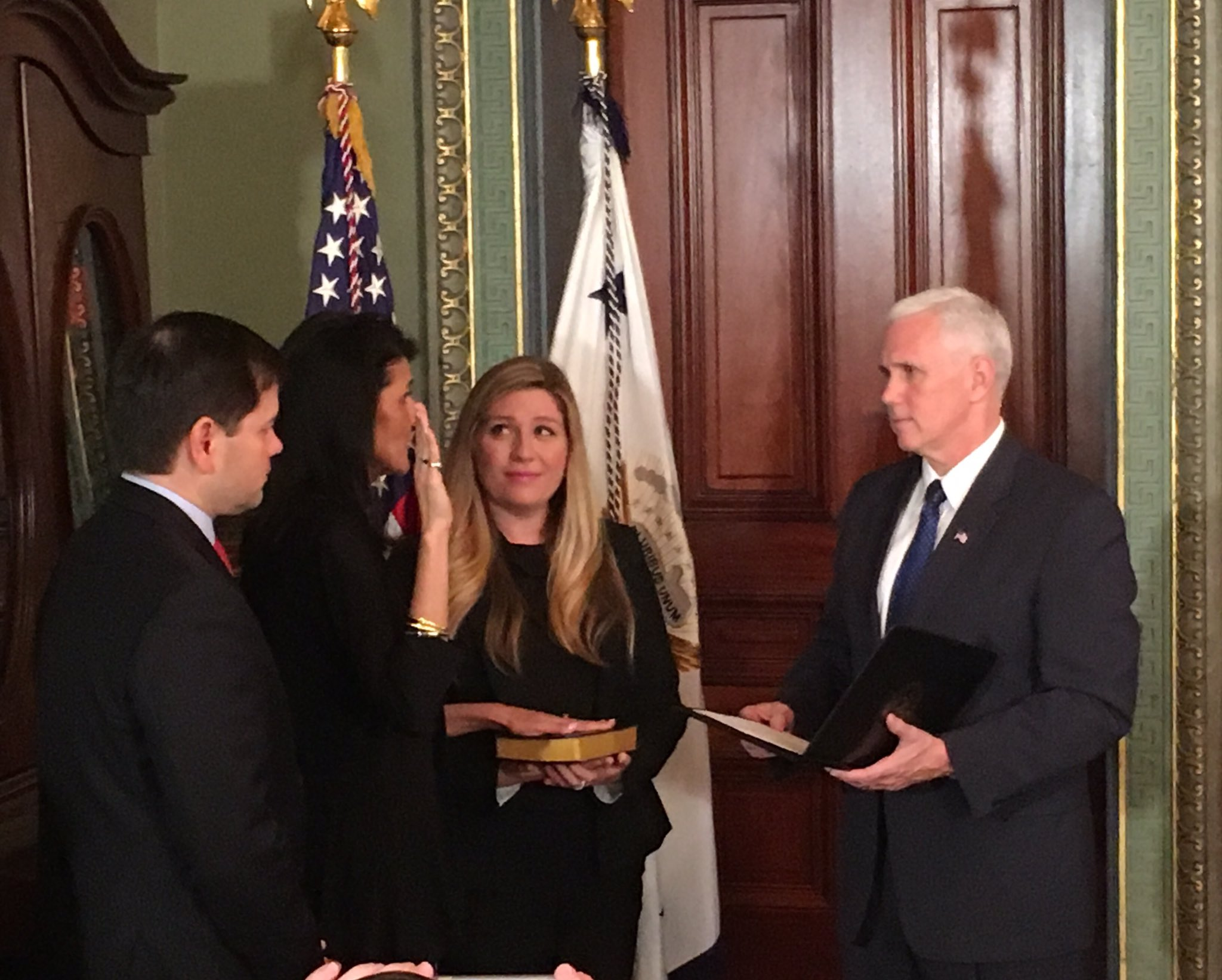
Haley ha giurato il 25 gennaio 2017 con il vicepresidente Mike Pence ed il senatore Marco Rubio, in piedi a lato.

Il 23 novembre 2016 il presidente eletto degli Stati Uniti d'America Donald Trump ha annunciato la sua intenzione di nominare Haley rappresentante permanente per gli Stati Uniti d'America alle Nazioni Unite. Il 20 gennaio 2017, Trump ne ha trasmesso la nomina al Senato degli Stati Uniti. È stato riportato che il presidente inizialmente ha offerto ad Haley la carica di segretario di Stato, che lei ha rifiutato.
Il 24 gennaio 2017 è stata confermata dal Senato 96 voti contro 4 come la rappresentante di Donald Trump presso le Nazioni Unite. I quattro che hanno votato contro sono stati i senatori Bernie Sanders, Martin Heinrich, Tom Udall e Chris Coons. Haley è stata la prima indoamericana a ricoprire una posizione a livello di gabinetto. Poco dopo, si dimise come governatrice della Carolina del Sud e il suo vice governatore Henry McMaster ne prese il posto.
Haley ha prestato giuramento il 25 gennaio 2017 con il vicepresidente Mike Pence. Ha incontrato il Segretario generale delle Nazioni Unite il 27 gennaio 2017, presso l'ufficio delle Nazioni Unite a New York.

#### Mandato

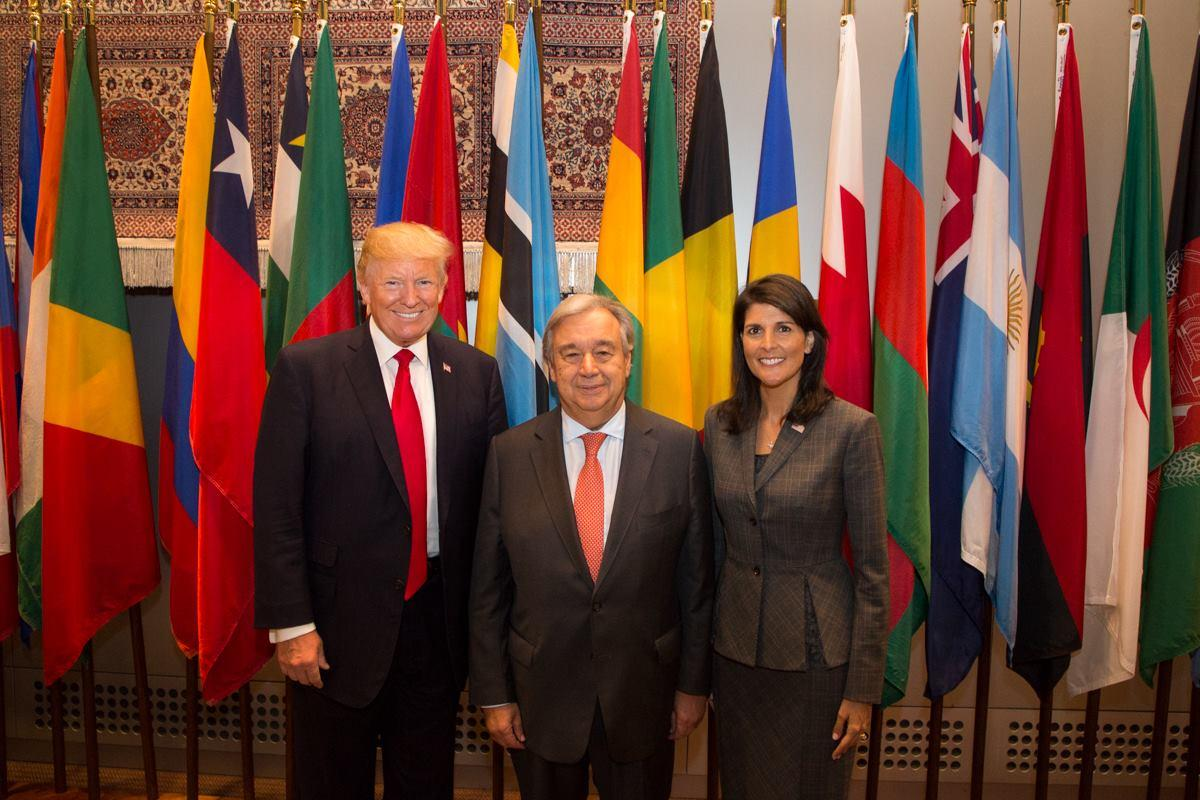
Haley al fianco del presidente Donald Trump e del Segretario generale delle Nazioni Unite António Guterres.

Il 2 febbraio 2017 Haley ha dichiarato al Consiglio di Sicurezza delle Nazioni Unite che le sanzioni contro la Russia per il suo conflitto di Crimea non sarebbero state revocate finché la Russia non avesse restituito il controllo della regione all'Ucraina. Il 4 giugno 2017, ha riferito che gli Stati Uniti manterranno "sanzioni forti e severe quando si tratta della questione in Ucraina".
Il 15 marzo 2017 Haley ha detto che non sosterrà un bando per i musulmani se il presidente Trump decidesse di emanarne uno. Ha inoltre detto di non credere che "dovremmo mai bandire qualcuno in base alla sua religione" e che un bando musulmano sarebbe "antiamericano".
Il 30 marzo 2017 Haley ha dichiarato che gli Stati Uniti non si sarebbero più concentrati sul costringere il presidente siriano Bashar al-Assad a lasciare il potere. Si è trattato di un cambiamento di visione politica rispetto alla posizione iniziale dell'ex presidente Barack Obama su Assad. Il 5 aprile, parlando al Consiglio di sicurezza delle Nazioni Unite il giorno dopo l'attacco chimico di Khan Shaykhun, Haley ha detto che la Russia, Assad e l'Iran "non hanno alcun interesse per la pace" e che attacchi simili sarebbero continuati se non fosse stato fatto nulla per reagire". Il giorno dopo, gli Stati Uniti hanno lanciato 59 missili da crociera Tomahawk verso la base aerea di Shayrat in Siria, Haley ha definito il bombardamento con queste parole: "gli Stati Uniti hanno fatto un passo molto misurato ieri sera. Siamo pronti a fare di più, ma speriamo che non sia necessario". Il 12 aprile, dopo che la Russia ha bloccato un disegno di risoluzione per condannare l'attacco chimico di Khan Shaykhun, Haley ha criticato la Russia, dicendo: "occorre che la Russia decida di schierarsi con il mondo civile rispetto ad un governo di Assad che terrorizza brutalmente il suo stesso popolo". Il 28 giugno, mentre appariva davanti alla Commissione per gli Affari Esteri della Camera degli Stati Uniti, ha attribuito il salvataggio di "molti uomini, donne e bambini innocenti" all'avvertimento del Presidente Trump alla Siria di aver fermato un altro attacco chimico: "Posso dirvi che, grazie alle azioni del presidente, non abbiamo assistito a nessun incidente".
Nell'aprile 2017, durante la sua prima sessione come presidente del Consiglio di sicurezza delle Nazioni Unite, Haley ha accusato l'Iran e Hezbollah di aver "condotto atti terroristici" per decenni in Medio Oriente.
Haley ha detto che l'esercito statunitense potrebbe essere schierato in risposta a qualsiasi ulteriore test missilistico nordcoreano o all'uso di missili nucleari e che lei riteneva che Kim Jong-un lo avesse compreso a causa delle pressioni sia degli Stati Uniti che della Cina. Il 14 maggio 2017, dopo che la Corea del Nord ha eseguito un test dei missili balistici, Haley ha detto che Kim era "in uno stato di paranoia" dopo aver percepito la pressione degli Stati Uniti. Il 2 giugno 2017, dopo che il Consiglio di sicurezza delle Nazioni Unite ha approvato una risoluzione che aggiunge quindici nordcoreani e quattro società collegate ai programmi nucleari e missilistici della Corea del Nord ad una lista nera in materia di sanzioni, Haley ha detto che il voto del Consiglio "invia oggi un chiaro messaggio alla Corea del Nord: Smettete di lanciare missili balistici o ne affronterete le conseguenze". Il 5 luglio 2017, durante una riunione del Consiglio di sicurezza delle Nazioni Unite, in risposta al lancio di un missile balistico intercontinentale da parte della Corea del Nord, Haley ha annunciato che entro pochi giorni gli Stati Uniti avrebbero "portato davanti al Consiglio di sicurezza una risoluzione che aumenta la risposta internazionale in modo proporzionato alla nuova spirale militare innescata dalla Corea del Nord". Il mese successivo il Consiglio di sicurezza delle Nazioni Unite ha approvato all'unanimità le sanzioni contro la Corea del Nord che hanno vietato le esportazioni per un valore superiore a un miliardo di dollari. Haley ha detto che il pacchetto di sanzioni è "il più grande che sia mai stato imposto al regime nordcoreano".
Sempre nell'aprile 2017, Haley si è espressa contro Ramzan Kadyrov e l'abuso e l'assassinio di uomini gay in Cecenia. Ha dichiarato che "continuiamo ad essere disturbati dalle segnalazioni di rapimenti, torture e omicidi di persone in Cecenia sulla base del loro orientamento sessuale, questa violazione dei diritti umani non può essere ignorata".

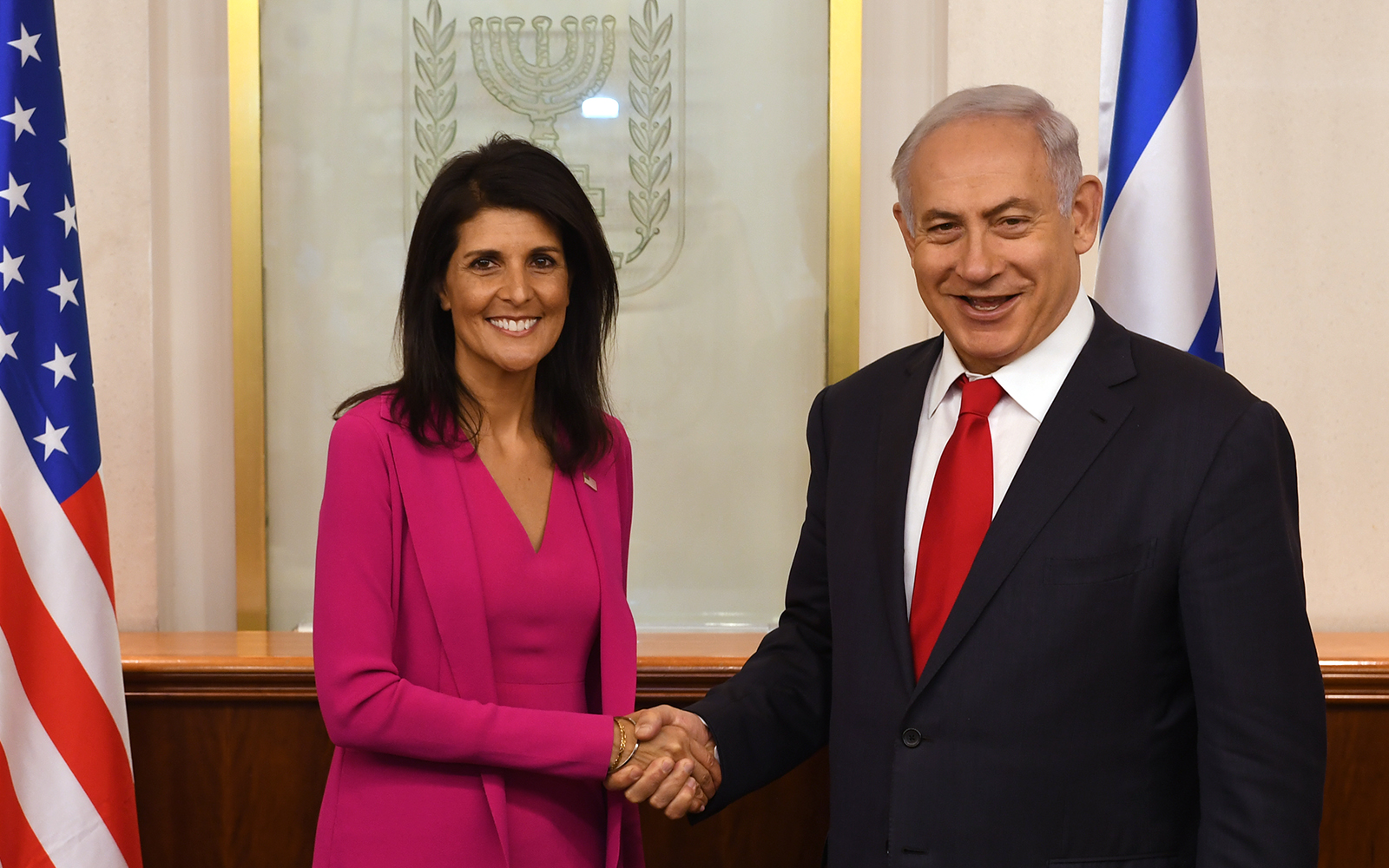
Haley incontra il primo ministro israeliano Benjamin Netanyahu nel suo ufficio di Gerusalemme il 7 giugno 2017

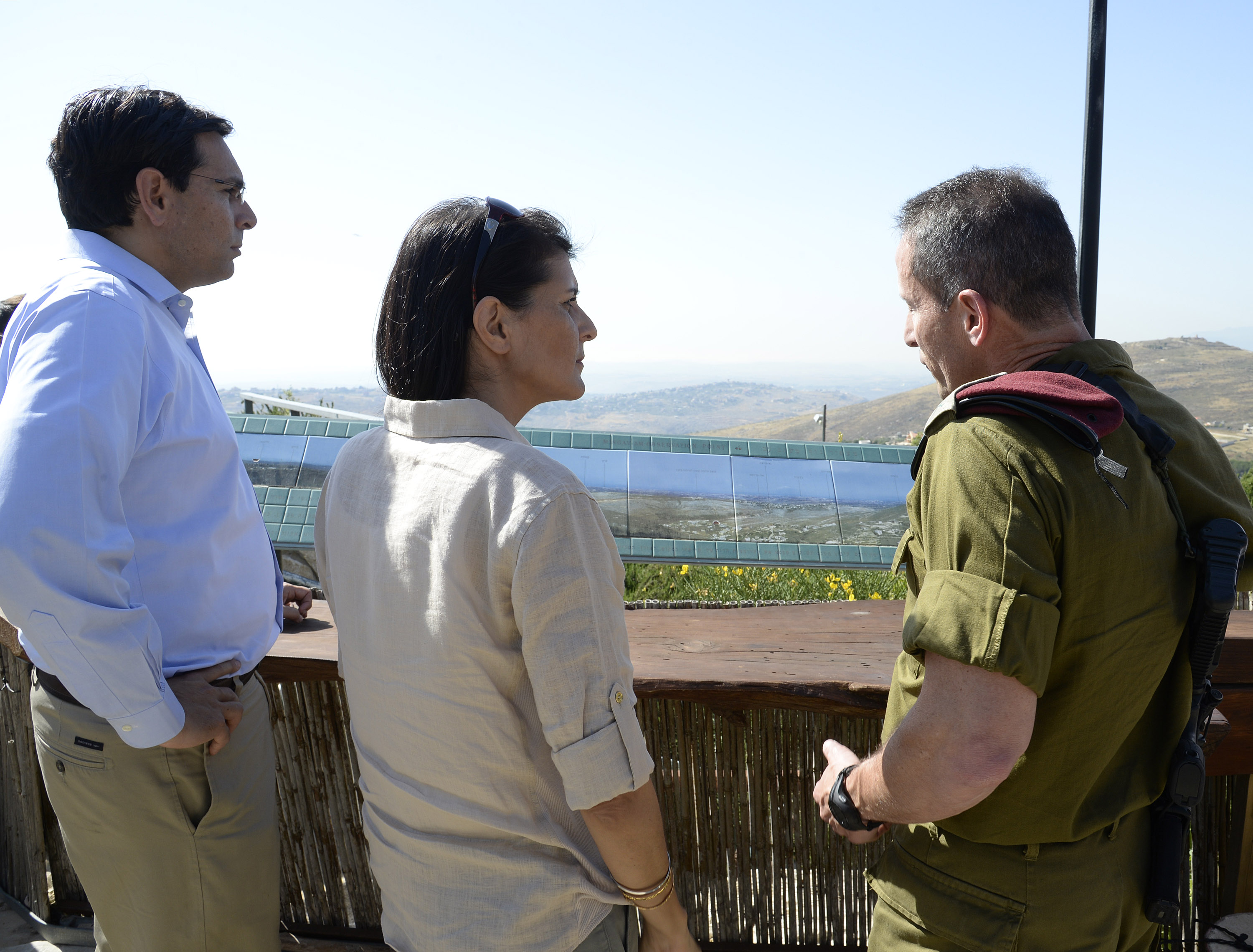
Haley sulle alture del Golan (conquistate alla Siria durante la guerra dei sei giorni e formalmente annesse da Israele nel 1981) nel giugno 2017

Nel maggio 2017, in un'intervista, Haley ha espresso interesse a spostare l'ambasciata degli Stati Uniti in Israele da Tel Aviv a Gerusalemme. Il 7 giugno, Haley ha accusato l'ONU di aver "oppresso Israele per molto tempo" e ha promesso che gli Stati Uniti avrebbero posto fine a questo trattamento a Gerusalemme. Israele occupò la Giordania controllata Gerusalemme Est durante la guerra dei sei giorni nel 1967 e lo ha formalmente annesso nel 1980. La legge di Gerusalemme ha dichiarato Gerusalemme "capitale indivisibile" di Israele.
Nel luglio 2017, dopo che l'UNESCO ha votato per designare la città vecchia di Hebron e la Tomba dei Patriarchi come siti in via di estinzione del patrimonio mondiale del territorio dello Stato di Palestina, Haley ha definito la scelta "tragica su più livelli".
Nel settembre 2017 Haley ha dichiarato che "alcuni paesi" (un riferimento alla Russia, anche se Haley non ha citato la Russia per nome) stavano proteggendo l'Iran impedendo all'Agenzia internazionale per l'energia atomica di verificare il rispetto dell'accordo sul nucleare iraniano. Haley ha detto che "sembra che alcuni paesi stiano cercando di proteggere l'Iran da ulteriori ispezioni. Senza ispezioni, l'accordo con l'Iran è una promessa vuota".
Nel settembre 2017 Haley ha detto che il suo governo era "profondamente turbato" dalle notizie di atrocità contro i musulmani rohingya in Birmania.
Nell'ottobre 2017 l'Office of Special Counsel ha stabilito che Haley aveva violato il Federal Hatch Act nel giugno 2017 retweetando il sostegno di Trump a Ralph Norman, un candidato repubblicano al Congresso della Carolina del Sud. Haley ha cancellato il re-tweet dopo che un esposto è stato presentato dal gruppo di vigilanza governativo Citizens for Responsibility and Ethics a Washington. L'Office of Special Counsel ha emesso un ammonimento per iscritto, ma non ha proposto di intraprendere ulteriori provvedimenti contro Haley. La lettera del consulente legale speciale avvertiva Haley che qualsiasi futura violazione potrebbe essere considerata una "violazione intenzionale e consapevole della legge".
Nell'ottobre 2017 gli Stati Uniti, insieme ad altre 13 nazioni, hanno votato contro una risoluzione delle Nazioni Unite intitolata "La questione della pena di morte", che condannava il ricorso alla pena capitale quando "applicata in modo arbitrario o discriminatorio" e condannava specificamente "l'imposizione della pena di morte come sanzione per determinate forme di condotta, come l'apostasia, la blasfemia, l'adulterio e i rapporti consensuali tra persone dello stesso sesso". I difensori dei diritti LGBTQ negli Stati Uniti, compresa la Human Rights Campaign, hanno criticato il voto. Dopo il voto, una portavoce del Dipartimento di Stato ha annunciato che "abbiamo votato contro quella risoluzione a causa delle più ampie preoccupazioni sull'approccio della risoluzione nel condannare la pena di morte in tutte le circostanze, gli Stati Uniti condannano inequivocabilmente l'applicazione della pena di morte per comportamenti come l'omosessualità, la blasfemia, l'adulterio e l'apostasia. Noi non consideriamo tale condotta appropriata per la criminalizzazione".
Nel dicembre 2017 Haley ha avvertito i membri delle Nazioni Unite che avrebbe tenuto conto dei paesi che avrebbero votato per rifiutare il riconoscimento di Gerusalemme come capitale di Israele da parte di Donald Trump. In una lettera Haley ha scritto: "mentre considerate il vostro voto, vi incoraggio a sapere che il presidente e gli Stati Uniti prendono questo voto personalmente. Il presidente seguirà attentamente questo voto e ha chiesto che io riferisca su coloro che hanno votato contro di noi".
Nel dicembre 2017 Haley ha accusato l'Iran di sostenere la guerra civile in Yemen. Gli Huthi stanno combattendo il governo Hadi supportato dall'Arabia Saudita. Ha detto che "la lotta contro l'aggressione iraniana è la lotta del mondo". Il portavoce della missione iraniana dell'ONU Alireza Miryusefi ha risposto che "queste accuse cercano di coprire anche i crimini di guerra sauditi nello Yemen, con la complicità degli Stati Uniti, e di distogliere l'attenzione dallo stallo della guerra di aggressione contro gli yemeniti". L'Iran ha paragonato la presentazione di Haley a quella dell'allora Segretario di Stato Colin Powell, prima dell'invasione dell'Iraq nel 2003. Haley ha anche detto che "è difficile trovare un conflitto o un gruppo terroristico in Medio Oriente che non ha tracce dell'Iran dappertutto", ma non ha menzionato il ruolo degli Stati Uniti nell'intervento guidato dall'Arabia Saudita nello Yemen e il blocco dello Yemen da parte della coalizione guidata dall'Arabia Saudita.

### Post-Nazioni Unite
Il 26 febbraio 2019 è stato annunciato che Haley era stato nominata nel consiglio di amministrazione di Boeing. È stata eletta alla riunione annuale degli azionisti del 29 aprile. È stata criticata poiché il suo ruolo alla Boeing potrebbe essere il frutto di provvedimenti ufficiali adottati per attrarre e avvantaggiare finanziariamente Boeing durante il suo mandato nella Carolina del Sud, il che susciterebbe preoccupazione per il fatto che il lavoro nel settore privato risultante potrebbe essere una sorta di compensazione da parte della Boeing per questi vantaggi che ha offerto loro durante il suo mandato.

### Candidatura alle elezioni presidenziali del 2024 (2023-2024)
Nel luglio 2022, Nikki Haley annuncia la sua intenzione di volersi candidare alle primarie repubblicane del 2024, diventando la seconda dopo l'ex Presidente degli Stati Uniti Donald Trump ad annunciare la sua candidatura. L'annuncio ufficiale della candidatura è avvenuto il 14 febbraio 2023.

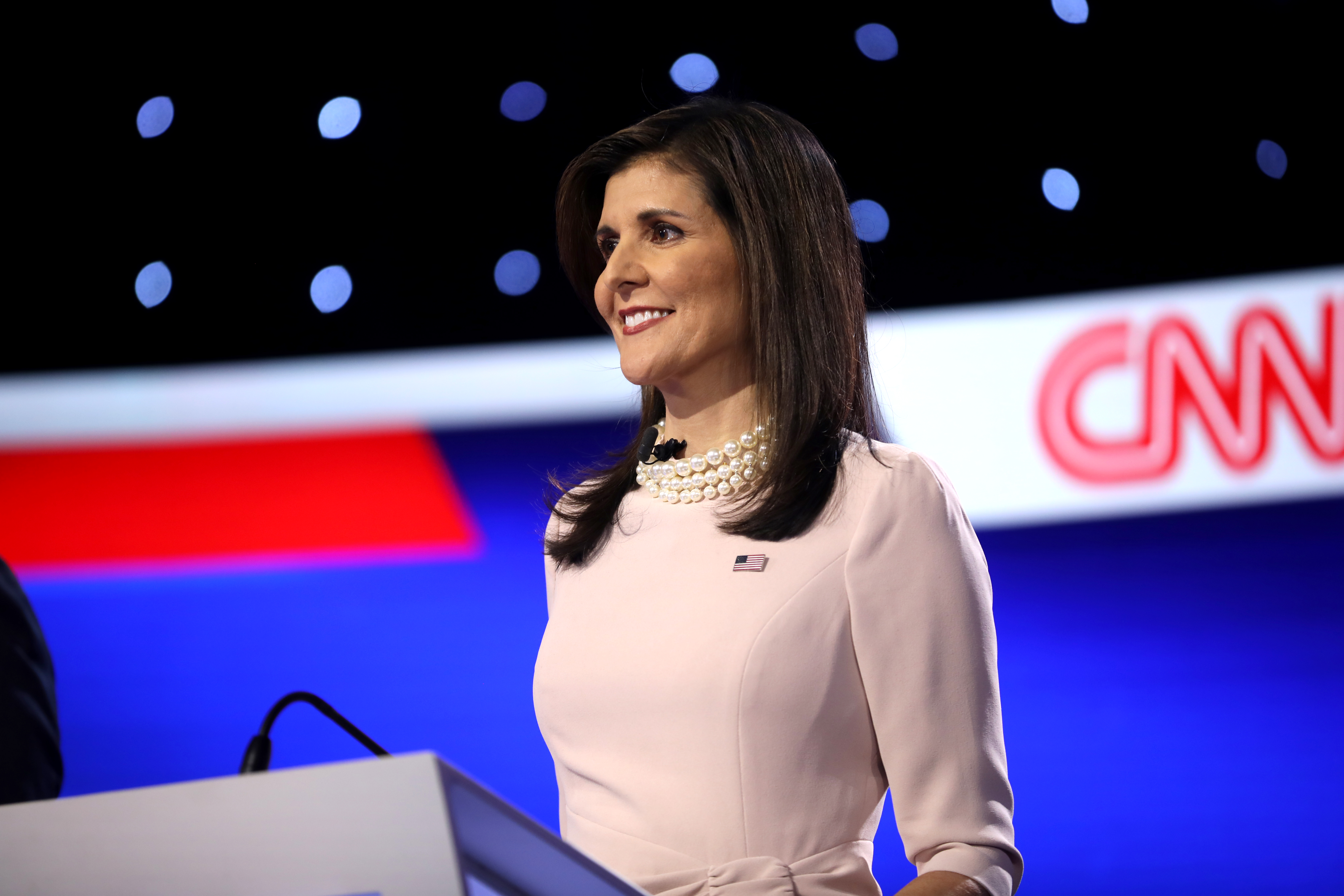
Nikki Haley al dibattito per le elezioni primarie repubblicane organizzato dalla CNN alla Drake University di Des Moines il 10 gennaio 2024.

La campagna elettorale si è svolta dal primo caucus dell'Iowa del 15 gennaio 2023 che ha visto Haley posizionarsi in terza posizione con il 19% dei voti (aggiudicandosi la Contea di Johnson) dietro a Donald Trump (51%) e al Governatore della Florida Ron DeSantis (21%).
Dopo il ritiro dalla corsa di DeSantis il 21 gennaio 2024, rimane l'unica sfidante di Trump alle primarie.
Nelle settimane successive e nel mese di febbraio Nikki Haley, nelle varie elezioni primarie in diversi Stati (cronologicamente New Hampshire, Nevada, il suo stato natìo Carolina del Sud, Michigan, Idaho e Missouri), registra una serie di sconfitte, non riuscendo a prevalere sul rivale, talvolta anche con margini larghi. 
Haley ha comunque dichiarato che non avrebbe sospeso né annullato la sua campagna elettorale, essendo decisamente convinta di perseverare sfidando Trump.
Il 3 marzo 2024 registra la prima vincita dall'inizio delle primarie e ottiene tutti i 19 delegati della capitale Washington D.C, prevalendo in maniera netta contro Trump.
Nel giorno del Super Tuesday, il 5 marzo 2024, Haley viene nettamente superata da Trump in 14 dei 15 Stati coinvolti nel voto, riuscendo a vincere solo in Vermont e non ottenendo i delegati necessari per la nomination.
Pertanto, il giorno successivo, annuncia il suo ritiro dalle primarie senza alcun endorsement per Donald Trump, che rimane l'unico candidato in corsa del Partito Repubblicano.
Il 7 marzo è stata criticata da Ron DeSantis per non aver appoggiato Trump alla nomination in qualità di candidato presidente in base alla promessa fatta all'inizio delle primarie da tutti i candidati di sostenere il futuro candidato del partito.

## Vita privata
Nel settembre del 1996 ha sposato Michael Haley, sia con una cerimonia sikh sia con una cerimonia metodista. Haley si identifica oggi come cristiana, ma frequenta sia le funzioni di culto sikh che metodiste. Ha fatto un pellegrinaggio al Tempio d'Oro con suo marito nel 2014 durante la sua visita in India. In un'intervista a Christianity Today, alla domanda se spera o meno che i suoi genitori si convertano al cristianesimo, Haley ha risposto: "Quello che spero è che i miei genitori facciano ciò che è giusto per loro".
Suo marito è ufficiale della South Carolina Army National Guard ed è stato inviato in missione per un anno in Afghanistan nel gennaio 2013. La coppia ha due figli, Rena (nata l'8 giugno 1998) e Nalin.
Nel maggio 2015 Haley ha ricevuto una laurea honoris causa in gestione pubblica da parte dell'Università della Carolina del Sud. Nel maggio 2018, ha ricevuto un secondo dottorato onorario in discipline umanistiche da parte della sua alma mater, Clemson University.

## Autobiografia
Haley ha pubblicato un'autobiografia, Can't Is Not an Option: My American Story (Penguin Books) nel 2012.

## Premi e riconoscimenti
- Friend of the Taxpayer Award, S.C. Association of Taxpayers, 2005[149]
- Leader in Liberty Award, ABATE of South Carolina, 2005
- Legislator of the Year Award, Centennial Foundation, 2005
- Indian American Pride Award, Indian American Friendship Council, 2005
- Palmetto Leadership Award, South Carolina Policy Council, 2006
- Strom Thurmond Excellence in Public Service and Government Award, South Carolina Federation of Republican Women, 2006
- Champion of Housing Award, Home Builders Association of S.C., 2007
- W. Mack Chamblee Quality of Life Award, S.C. Association of Realtors, 2007
- Order of the Palmetto, 2010[150]
- Dottorato Onorario, University of South Carolina, 2015
- Ambassador of the Year, Columbia Chamber, 2015.[151]
- Award of Appreciation, Harvard Foundation for Intercultural and Race Relations, 2015[152]
- David H. Wilkins Awards for Excellence, The Riley Institute at Furman University, 2015[153]
- First Lady's Visionary Award, Claflin University, 2016[154]
- "The 100 Most Influential People", Time Magazine, 2016
- Hyman Rubin Award, Greater Columbia Community Relations Council, 2016[155]
- WDN "10 for 10" award, International Republican Institute, 2016[156]
- Global Vision Award, Columbia World Affairs Council, 2016[157]
- Dottorato Onorario, Clemson University, 2018